# Drosophila trilutea
Drosophila trilutea är en tvåvingeart som beskrevs av Bock och Wheeler 1972. Drosophila trilutea ingår i släktet Drosophila och familjen daggflugor.
Artens utbredningsområde täcker Borneo, Taiwan och Indien.